# Ocell del paradís republicà
L'ocell del paradís republicà (Diphyllodes respublica) és una espècie d'ocell de la família dels paradiseids (Paradisaeidae) que habita els boscos de Waigeo i Batanta, a les illes Raja Ampat, de l'oest de Nova Guinea.